# Grabki (gmina)
Grabki – dawna gmina wiejska istniejąca do 1954 roku w woj. kieleckim. Nazwa gminy pochodzi od wsi Grabki, lecz siedzibą władz gminy były Raczyce. 
W okresie międzywojennym gmina Grabki należała do powiatu stopnickiego w woj. kieleckim. Po wojnie gmina zachowała przynależność administracyjną. 12 marca 1948 roku zmieniono nazwę powiatu stopnickiego na buski. Według stanu z dnia 1 lipca 1952 roku gmina składała się z 12 gromad: Bosowice, Grabki Duże, Grabki Małe, Janoiwice, Jarząbki, Maciejowice, Raczyce, Ruda, Skadla, Wólka Bosowska, Zagrody i Zofiówka.
Jednostka została zniesiona 29 września 1954 roku wraz z reformą wprowadzającą gromady w miejsce gmin. Po reaktywowaniu gmin z dniem 1 stycznia 1973 roku gminy Grabki nie przywrócono, a jej dawny obszar wszedł głównie w skład gmin Gnojno i Szydłów.